# Matías Kranevitter
Claudio Matías Kranevitter (Yerba Buena, 21 de mayo de 1993) es un futbolista argentino. Juega como volante centralen el Club Atlético River Plate de la Primera División de Argentina.
Ha sido internacional con la selección argentina entre 2015 y 2017.

## Trayectoria

### Comienzos
Comenzó a jugar al fútbol en las categorías infantiles de San Martín de Tucumán, equipo que debió abandonar debido a la situación económica que atravesaba su familia y que le imposibilitó poder abonar la cuota del club. Por aquel entonces, repartía su tiempo entre este deporte y la práctica de golf, a la que se aficionó por cuestiones familiares (es primo de Andrés «Pigu» Romero y sobrino de César Costilla, ambos golfistas argentinos profesionales) pero, sobre todo, debido a necesidades económicas vividas al formar parte de una humilde familia. Él es el mayor de seis hermanos, por lo que estuvo desempeñándose durante años como caddy para colaborar económicamente en el seno familiar. Dicha labor le valió su apodo en la jerga del fútbol. En varias oportunidades, Matías expresó:

«Cerca de mi casa, hay cuatro campos de golf. Yo juego bien e incluso tuve que elegir entre el fútbol y el golf. Para ayudar, a los 12 años, iba al colegio a la mañana, a la tarde trabajaba como caddie y a partir de las 6 practicaba fútbol. No paraba. Me pagaban 15 pesos, de los cuales le daba 10 a mi mamá».
Matías Kranevitter. La Nación, 5 de julio de 2013.

No obstante, y a pesar de su afición para con este deporte, Kranevitter optó finalmente por profesionalizarse como futbolista.
Con 14 años fue convocado para jugar en la Selección Sub-15 en un campeonato que se realizó en su provincia tras el cual le ofrecieron realizar una prueba para ingresar a River Plate. De esta manera Kranevitter priorizó el fútbol —el deporte más popular de su país— como profesión, no sin antes afirmar en varias oportunidades: «si no me hubiera dedicado al fútbol, seguramente habría sido golfista».
Finalmente, recaló en el club de Nuñez tras afrontar satisfactoriamente la prueba de selección, partiendo inmediatamente a Buenos Aires e incorporándose a la octava división del equipo «millonario»; institución que no solo lo formó como profesional sino como persona, dado que allí realizó sus estudios secundarios y residió en la pensión del club hasta los 20 años.

### River Plate
Participó en la Copa Libertadores Sub-20 de 2012 con el combinado de esa categoría de River Plate. Alternó buenas participaciones y se consagró campeón de esa copa al ganarle la final a Defensor Sporting de Uruguay.
Debutó profesionalmente en River Plate en la fecha 18 del Torneo Inicial 2012, en el triunfo 1-0 ante Lanús con Gustavo Zapata (quien era técnico interino antes de la llegada de Ramón Díaz) en el banco del equipo de la Banda Roja.
Con Ramón Díaz, comenzó a tener continuidad, siendo suplente de Cristian Ledesma. Salió campeón del Torneo Final 2014 y la Copa Campeonato.
En la octava fecha del Torneo Transición 2014, (torneo en el que se afianzo como titular y baluarte del equipo) en la que River Plate se enfrentó a Independiente, se rompió el quinto metatarsiano de su pie derecho que lo dejó fuera hasta 2015. Dicha lesión recayó en su mejor momento futbolístico y pudo sobrellevarla con carácter, llegando incluso a entrenar con muletas antes de tiempo:

«En un momento no aguanté más  en la cama y me fui a entrenar. Se lo dije al doctor: me contestó que sí, que íbamos a ver...pero que estuviera tranquilo. Al otro día estaba en la práctica, ja...».
Matías Kranevitter. Diario Olé, 8 de octubre de 2015.

Finalmente, se recuperó antes de lo previsto y pudo disputar las últimas fechas del torneo y jugar la final de vuelta de la Copa Sudamericana, en la su equipo se consagró campeón invicto del certamen continental.
En 2015 prosiguieron los triunfos, destacándose la Recopa Sudamericana y el torneo por excelencia a nivel clubes del continente americano -la Copa Libertadores- teniendo notables actuaciones que le valieron ser el jugador con más pases correctos del torneo (489 de un total de 528) y lo llevaron a ser unas de las figuras destacadas que lograron dicho campeonato internacional.

### Atlético de Madrid
En verano de 2015 fichó por el Atlético de Madrid quien pago 8 millones de euros por el 100% de los derechos del jugador (aunque ante una posible venta a futuro, River recibiría un 40% si esta supera los 16,7 millones de euros), pero permaneció cedido en River Plate hasta el final del año para poder disputar la Copa Mundial de Clubes ya que fue una de las condiciones que impuso el club argentino para aceptar su traspaso. En dicho Mundial, River Plate fue subcampeón perdiendo la final ante el Fútbol Club Barcelona y Matías fue titular en los dos partidos disputados.
Debutó con el club rojiblanco el 6 de enero de 2016 en el partido de ida de los octavos de final de la Copa del Rey frente al Rayo Vallecano. Kranevitter disputó el partido completo que terminó en empate uno a uno.

### Sevilla Fútbol Club
Tras jugar solamente 11 partidos con el Atlético de Madrid, Kranevitter fue cedido al Sevilla FC hasta el 30 de junio de 2017. Hizo su debut no oficial en un partido amistoso contra su ex-club River Plate el 17 de julio de 2016. Luego de jugar varios partidos amistosos, finalmente haría su debut oficial en la Supercopa de Europa 2016 sustituyendo en el minuto 74' a Vicente Iborra, pero su equipo perdería por 3 a 2 ante el Real Madrid C. F. y se quedaría finalmente sin la copa. Más tarde, jugaría la ida de la Supercopa de España 2016 ante el F.C. Barcelona, saliendo en el minuto 68 por Ganso. Luego, en el partido de vuelta en el Camp Nou, jugaría los 90 minutos, pero su equipo perdería por 3 a 0 con un resultado de 5 a 0 global y así Kranevitter se quedaría sin lo que hubiera sido su primer título europeo, tras perder otros como la Liga de Campeones de la UEFA 2015-16 con el Atlético de Madrid. Supercopa de Europa 2016 y la Supercopa de España 2016, con el Sevilla.

### F. C. Zenit

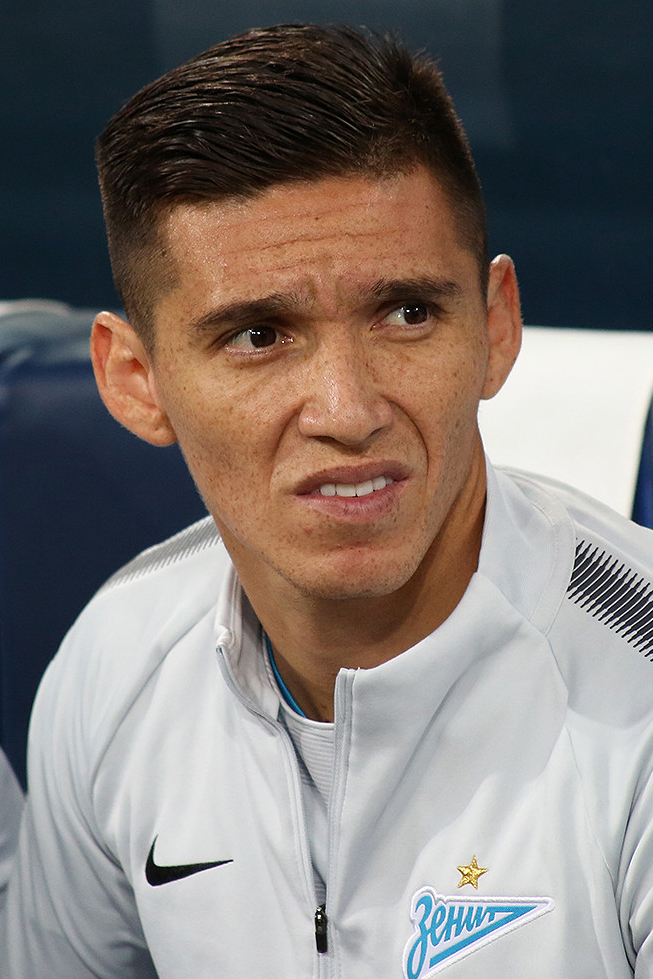
Kranevitter con el Zenit de San Petersburgo.

Tras tener un poco más de continuidad en el equipo sevillano, el equipo ruso adquirió los servicios del jugador argentino. El equipo lo comandaba el italiano Roberto Mancini. Tras la primera temporada, Matías disputó 33 partidos (21 en la liga y 12 en la Europa League), terminando en el quinto puesto de la liga rusa.
La segunda temporada se pondría difícil para Kranevitter. Tras llegar al club Leandro Paredes y Wilmar Barrios, fue alternándose en equipo titular, disputando 27 encuentros (18 a nivel local y 7 a nivel internacional), en la que se consagraría campeón de la liga rusa.
El 24 de enero de 2020, el conjunto de San Petersburgo anunció que habían llegado a un acuerdo con el jugador para abandonar el club y terminaría yéndose a los Rayados de Monterrey.

### Monterrey
El 24 de enero de 2020 llega al club mexicano por 2.60 millones de euros. Jugó su primer partido contra el Santos Laguna en la ida de la Copa MX. También jugó la vuelta del partido, pero solo durante 62 minutos, ya que vio la roja directa por una fuerte entrada.
El 19 de septiembre de 2021 marcaría su primer gol como profesional en el Clásico Regio en la victoria por 2 a 0 ante Tigres. Anteriormente ya había marcado en un partido amistoso con el Zenit.

### Regreso a River Plate
El 12 de diciembre de 2022, después de su paso por los Rayados, vuelve a River Plate para jugar en la Era Demichelis y se lesiona de gravedad. En el año 2023, debuta en el Millonario, en un partido contra Platense. En julio de 2023 se consagró campeón de la liga 2023.

## Selección nacional

### Selección argentina sub-20
En 2013, Matías fue parte del seleccionado sub-20 que participó en el Sudamericano sub-20 en Argentina. Disputó 3 partidos como titular utilizando la camiseta número 5.
| 10-01-2013 | Mendoza | Argentina sub-20 | 0:1 | Chile sub-20    | Sudamericano Sub-20 de 2013 | 0 | 0 |
| 12-01-2013 | Mendoza | Argentina sub-20 | 3:2 | Colombia sub-20 | Sudamericano Sub-20 de 2013 | 0 | 0 |
| 18-01-2013 | Mendoza | Argentina sub-20 | 1:2 | Paraguay sub-20 | Sudamericano Sub-20 de 2013 | 0 | 0 |
| Total      |         | Presencias       | 3   |                 | Goles y asistencias         | 0 | 0 |

### Selección absoluta
El 24 de agosto de 2015 debido a la lesión de Lucas Biglia se confirmó su primera convocatoria a la selección nacional para realizar una gira por Estados Unidos y enfrentarse a la selección de Bolivia y la selección de México respectivamente. En la Copa América 2016 disputó tres partidos, entre ellos la final de dicho torneo. En esos partidos que jugó, en todos entró como suplente.
| 05-09-2015 | Houston   | Argentina  | 7:0 | Bolivia   | Amistoso            | 0 | 1 |
| 09-09-2015 | Arlington | Argentina  | 2:2 | México    | Amistoso            | 0 | 0 |
| 13-10-2015 | Asunción  | Paraguay   | 0:0 | Argentina | Eliminatorias 2018  | 0 | 0 |
| Total      |           | Presencias | 3   |           | Goles y asistencias | 0 | 1 |

#### Participaciones en Copas América
| Copa                    | Sede           | Resultado  | Partidos | Goles |
| ----------------------- | -------------- | ---------- | -------- | ----- |
| Copa América Centenario | Estados Unidos | Subcampeón | 3        | 0     |

## Estadísticas

### Clubes
Actualizado hasta su último partido disputado el 23 de abril de 2025.
| Club                             | Div.          | Temporada     | Liga  | Liga  | Liga   | Copas nacionales | Copas nacionales | Copas nacionales | Torneos internacionales | Torneos internacionales | Torneos internacionales | Total | Total | Total  |
| Club                             | Div.          | Temporada     | Part. | Goles | Asist. | Part.            | Goles            | Asist.           | Part.                   | Goles                   | Asist.                  | Part. | Goles | Asist. |
| -------------------------------- | ------------- | ------------- | ----- | ----- | ------ | ---------------- | ---------------- | ---------------- | ----------------------- | ----------------------- | ----------------------- | ----- | ----- | ------ |
| C. A. River Plate Argentina      | 1.ª           | 2012-13       | 5     | 0     | 1      | —                | —                | —                | —                       | —                       | —                       | 5     | 0     | 1      |
| C. A. River Plate Argentina      | 1.ª           | 2013-14       | 30    | 0     | 2      | —                | —                | —                | 6                       | 0                       | 0                       | 36    | 0     | 2      |
| C. A. River Plate Argentina      | 1.ª           | 2014          | 6     | 0     | 0      | —                | —                | —                | 4                       | 0                       | 0                       | 10    | 0     | 0      |
| C. A. River Plate Argentina      | 1.ª           | 2015          | 17    | 0     | 1      | 2                | 0                | 0                | 24                      | 0                       | 0                       | 43    | 0     | 1      |
| C. A. River Plate Argentina      | 1.ª           | 2023          | 9     | 0     | 0      | 8                | 0                | 0                | 2                       | 0                       | 0                       | 19    | 0     | 0      |
| C. A. River Plate Argentina      | 1.ª           | 2024          | 13    | 0     | 0      | 5                | 0                | 0                | 8                       | 0                       | 0                       | 26    | 0     | 0      |
| C. A. River Plate Argentina      | 1.ª           | 2025          | 4     | 0     | 0      | 2                | 0                | 0                | 3                       | 0                       | 0                       | 9     | 0     | 0      |
| C. A. River Plate Argentina      | Total club    | Total club    | 84    | 0     | 4      | 17               | 0                | 0                | 47                      | 0                       | 0                       | 148   | 0     | 4      |
| Atlético de Madrid · España      | 1.ª           | 2015-16       | 8     | 0     | 0      | 2                | 0                | 0                | 1                       | 0                       | 0                       | 11    | 0     | 0      |
| Atlético de Madrid · España      | Total club    | Total club    | 8     | 0     | 0      | 2                | 0                | 0                | 1                       | 0                       | 0                       | 11    | 0     | 0      |
| Sevilla F. C. · España           | 1.ª           | 2016-17       | 21    | 0     | 0      | 6                | 0                | 1                | 5                       | 0                       | 0                       | 32    | 0     | 1      |
| Sevilla F. C. · España           | Total club    | Total club    | 21    | 0     | 0      | 6                | 0                | 1                | 5                       | 0                       | 0                       | 32    | 0     | 1      |
| Zenit de San Petersburgo · Rusia | 1.ª           | 2017-18       | 21    | 0     | 1      | —                | —                | —                | 12                      | 0                       | 0                       | 33    | 0     | 1      |
| Zenit de San Petersburgo · Rusia | 1.ª           | 2018-19       | 6     | 0     | 0      | 2                | 0                | 2                | 7                       | 0                       | 0                       | 15    | 0     | 2      |
| Zenit de San Petersburgo · Rusia | 1.ª           | 2019-20       | 2     | 0     | 0      | 2                | 0                | 0                | —                       | —                       | —                       | 4     | 0     | 0      |
| Zenit de San Petersburgo · Rusia | Total club    | Total club    | 29    | 0     | 1      | 4                | 0                | 2                | 19                      | 0                       | 0                       | 52    | 0     | 3      |
| C. F. Monterrey · México         | 1.ª           | 2019-20       | 3     | 0     | 0      | 4                | 0                | 0                | —                       | —                       | —                       | 7     | 0     | 0      |
| C. F. Monterrey · México         | 1.ª           | 2020-21       | 35    | 0     | 1      | —                | —                | —                | 7                       | 0                       | 0                       | 42    | 0     | 1      |
| C. F. Monterrey · México         | 1.ª           | 2021-22       | 33    | 1     | 0      | —                | —                | —                | 2                       | 0                       | 0                       | 35    | 1     | 0      |
| C. F. Monterrey · México         | 1.ª           | 2022-23       | 19    | 0     | 2      | —                | —                | —                | —                       | —                       | —                       | 19    | 0     | 2      |
| C. F. Monterrey · México         | Total club    | Total club    | 90    | 1     | 3      | 4                | 0                | 0                | 9                       | 0                       | 0                       | 103   | 1     | 3      |
| Total carrera                    | Total carrera | Total carrera | 272   | 1     | 8      | 33               | 0                | 3                | 81                      | 0                       | 0                       | 346   | 1     | 11     |
| 1. 2. 3.                         |               |               |       |       |        |                  |                  |                  |                         |                         |                         |       |       |        |

### Selecciones
Actualizado de acuerdo al último partido jugado el 11 de noviembre de 2017.
| Selección          | Año               | Amistosos | Amistosos | Amistosos | Eliminatorias | Eliminatorias | Eliminatorias | Continental | Continental | Continental | Mundial | Mundial | Mundial | Total | Total | Total  |
| Selección          | Año               | Part.     | Goles     | Asist.    | Part.         | Goles         | Asist.        | Part.       | Goles       | Asist.      | Part.   | Goles   | Asist.  | Part. | Goles | Asist. |
| ------------------ | ----------------- | --------- | --------- | --------- | ------------- | ------------- | ------------- | ----------- | ----------- | ----------- | ------- | ------- | ------- | ----- | ----- | ------ |
| Sub-20 Argentina   | 2013              | 1         | 0         | 0         | —             | —             | —             | 3           | 0           | 0           | —       | —       | —       | 4     | 0     | 0      |
| Sub-20 Argentina   | Total             | 1         | 0         | 0         | 0             | 0             | 0             | 3           | 0           | 0           | 0       | 0       | 0       | 4     | 0     | 0      |
| Absoluta Argentina | 2015              | 2         | 0         | 1         | 1             | 0             | 0             | —           | —           | —           | —       | —       | —       | 3     | 0     | 1      |
| Absoluta Argentina | 2016              | —         | —         | —         | 2             | —             | 0             | 3           | 0           | 0           | —       | —       | —       | 5     | 0     | 0      |
| Absoluta Argentina | 2017              | 1         | 0         | 0         | —             | —             | —             | —           | —           | —           | —       | —       | —       | 1     | 0     | 0      |
| Absoluta Argentina | Total             | 3         | 0         | 1         | 3             | 0             | 0             | 3           | 0           | 0           | 0       | 0       | 0       | 9     | 0     | 1      |
| Total selecciones  | Total selecciones | 4         | 0         | 1         | 3             | 0             | 0             | 6           | 0           | 0           | 0       | 0       | 0       | 13    | 0     | 1      |
| 1. 2.              |                   |           |           |           |               |               |               |             |             |             |         |         |         |       |       |        |

## Palmarés

### Títulos nacionales
| Título              | Club                     | País      | Año     |
| ------------------- | ------------------------ | --------- | ------- |
| Primera División    | C. A. River Plate        | Argentina | F-2014  |
| Copa Campeonato     | C. A. River Plate        | Argentina | 2014    |
| Liga Premier        | Zenit de San Petersburgo | Rusia     | 2018-19 |
| Copa de México      | C. F. Monterrey          | México    | 2019-20 |
| Primera División    | C. A. River Plate        | Argentina | 2023    |
| Trofeo de Campeones | C. A. River Plate        | Argentina | 2023    |
| Supercopa Argentina | C. A. River Plate        | Argentina | 2023    |

### Títulos internacionales
| Título                           | Club                     | Sede         | Año  |
| -------------------------------- | ------------------------ | ------------ | ---- |
| Copa Libertadores Sub-20         | C. A. River Plate Sub-20 | Lima         | 2012 |
| Copa Sudamericana                | C. A. River Plate        | Buenos Aires | 2014 |
| Recopa Sudamericana              | C. A. River Plate        | Buenos Aires | 2015 |
| Copa Libertadores                | C. A. River Plate        | Buenos Aires | 2015 |
| Copa Suruga Bank                 | C. A. River Plate        | Suita        | 2015 |
| Liga de Campeones de la Concacaf | C. F. Monterrey          | Guadalupe    | 2021 |

### Distinciones individuales
| Distinción                           | Año  |
| ------------------------------------ | ---- |
| Jugador destacado Premio Alumni      | 2014 |
| Equipo ideal de la Copa Libertadores | 2015 |
| Miembro del Equipo Ideal de América  | 2015 |